# Dème de Komotiní
Le dème de Komotiní, en grec moderne : Δήμος Κομοτηνής / Dímos Komotinís, est un dème du district régional de Rhodope en Macédoine-Orientale-et-Thrace en Grèce. Le siège du dème est la ville du même nom.
Selon le recensement de 2021, la population du dème compte 65 243 habitants.
Le dème actuel résulte de la fusion, en 2010, dans le cadre du programme Kallikratis, des anciens dèmes de Komotiní, d'Égiros et de Néo Sidirochóri.